# Curecanti National Recreation Area
Pour la montagne située près du réservoir Morrow Point, voir Aiguille Curecanti.
La Curecanti National Recreation Area est une zone récréative américaine classée National Recreation Area, dans le Colorado. Créée le 6 février 1965, elle protège 174 km2 dans les comtés de Gunnison et Montrose. Les lacs de barrage dits réservoir Blue Mesa, réservoir Morrow Point et réservoir Crystal sont entièrement situés au sein de l'aire protégée.
On trouve dans l'aire protégée plusieurs sentiers de randonnée plus ou moins longs, parmi lesquels le Mesa Creek Trail.